# Raúl Grisanty
Raúl Grisanty (* in San Fernando de Monte Cristi) ist ein dominikanischer Bachatasänger.
Grisanty wurde 1970 durch seine erfolgreiche Teilnahme am Dritten Dominikanischen Musikfestival bekannt. Er hatte dann eine lange und fruchtbare Laufbahn als Sänger in seinem Heimatland. Dennoch dauerte es 30 Jahre, bis mit Bachata es Amor, einer Mischung als neuen Songs und alten Hits, sein erstes Album in den USA erschien. Ab 2019 produzierte und moderierte er im dominikanischen Fernsehen die Late-Night-Show Así es Raúl Grisanty.

## Diskographie
- Bachata es Amor, 2000
- Solo Bachata, 2001
- Bachata Fiesta, 2002